# Sankt Ruprecht an der Raab
Sankt Ruprecht an der Raab ist eine Marktgemeinde mit 5668 Einwohnern (Stand 1. Jänner 2024) in der Steiermark. Im Rahmen der Gemeindestrukturreform in der Steiermark wurden am 1. Jänner 2015 die Gemeinden Etzersdorf-Rollsdorf und Unterfladnitz eingemeindet.

## Geografie
Das Gemeindegebiet wird von der Raab durchflossen, das zweitgrößte Gewässer ist der Weizbach. Der tiefste Punkt der Gemeinde liegt im Süden bei 370 Meter über dem Meer, die höchste Erhebung ist Steinbauernhöhe mit 512 Meter im Osten.
Das Gemeindegebiet umfasst eine Fläche von 41,11 Quadratkilometer. Davon sind 55 Prozent landwirtschaftliche Nutzfläche und 32 Prozent Wald.

### Gemeindegliederung
Das Gemeindegebiet umfasst 13 Ortschaften (in Klammern Einwohnerzahl Stand 1. Jänner 2024), von denen neun im Zuge der Gemeindefusionierung hinzukamen:
- Ehemaliges Gemeindegebiet Etzersdorf-Rollsdorf
  - Etzersdorf (504)
  - Lohngraben (293)
  - Rollsdorf (395)

- Ehemaliges Gemeindegebiet Sankt Ruprecht an der Raab
  - Fünfing bei Sankt Ruprecht an der Raab (875)
  - Grub bei Sankt Ruprecht an der Raab (193)
  - Sankt Ruprecht an der Raab (1439)
  - Wolfgruben b.Sankt Ruprecht a.d.Raab (208)

- Ehemaliges Gemeindegebiet Unterfladnitz
  - Arndorf bei Sankt Ruprecht an der Raab (263)
  - Dietmannsdorf (91)
  - Kühwiesen (274)
  - Neudorf bei Sankt Ruprecht an der Raab (295)
  - Unterfladnitz (327)
  - Wollsdorf (511)

Die Gemeinde besteht aus zwölf Katastralgemeinden (Fläche Stand 31. Dezember 2023):
- Arndorf (260,45 ha)
- Dietmannsdorf (260,8 ha)
- Etzersdorf (658,22 ha)
- Fünfing bei St. Ruprecht (278,36 ha)
- Grub (277,4 ha)
- Kühwiesen (315,39 ha)
- Lohngraben (687,45 ha)
- Neudorf bei St. Ruprecht (212,07 ha)
- St. Ruprecht an der Raab (173,88 ha)
- Unterfladnitz (262,67 ha)
- Wolfsgruben bei St. Ruprecht (450,87 ha)
- Wollsdorf (273,8 ha)

### Nachbargemeinden
Eine der acht Nachbargemeinden liegt im Bezirk Graz-Umgebung (GU).
| Weiz                     | Thannhausen                                 | Puch bei Weiz      |
| Mitterdorf an der Raab   | Kompassrose, die auf Nachbargemeinden zeigt | Ilztal             |
| Eggersdorf bei Graz (GU) | Ludersdorf-Wilfersdorf                      | Albersdorf-Prebuch |

## Geschichte
Sankt Ruprecht an der Raab ist einer der ältesten steirischen Orte. Bei der erstmaligen Nennung im Jahre 860 wurde er noch ad Rapam genannt. Kaiser Friedrich III. erhob den Ort am 1. September 1462 zum Markt.

### 1934–1938
Während des nationalsozialistischen Juliputsches war St. Ruprecht am 25. Juli 1934 Sammelort der lokalen NS-Formationen, die beim Herannahen der Exekutive das Feuer auf diese eröffneten. Dabei wurde ein Schutzkorpsmann getötet. Drei Teilnehmer des Juliputsches wurden nach seiner Niederschlagung zu einer lebenslangen, 15- und 10-jährigen Kerkerstrafe verurteilt.
Im Jahr darauf, am 4. Juli 1935, gab es erneut Todesopfer in St. Ruprecht. An diesem Tag wurden gegen Abend zwei Radfahrer im Markt von einem Gendarmen angehalten und auf den Posten mitgenommen, da sich einer der beiden nicht ausweisen konnte. Bei der folgenden Durchsuchung wurde kommunistisches Schriftgut sichergestellt, woraufhin einer der beiden Männer den Gendarmeriebeamten, der allein am Posten anwesend war, mit einer versteckt gehaltenen Pistole erschoss. Die flüchtigen Täter beendeten schließlich ihr Leben durch Suizid, nachdem sie von Gendarmerie- und Heimwehreinheiten im Hof des Hauses, in dem sie sich versteckt gehalten hatten, umstellt worden waren und ein Entkommen unmöglich war.
Der Anschluss 1938 war in St. Ruprecht bereits einen Tag vor dem Einmarsch deutscher Truppen in Österreich gefeiert worden. Am 11. März 1938 hatte die Bevölkerung im mit Hakenkreuzfahnen geschmückten Markt einen großen Fackelzug veranstaltet und der Bürgermeister eine Rede gehalten. Bei der Volksabstimmung am 10. April, welche die Wiedereingliederung Österreichs ins Deutsche Reich nachträglich sanktionieren sollte, stimmten in St. Ruprecht alle 555 Stimmberechtigten mit „Ja“. Dafür wurde den Marktbürgern eine „Ehrenurkunde des Führers“ verliehen. Aufmärsche, Ansprachen und Feierlichkeiten bestimmten auch die nachfolgenden Monate in St. Ruprecht und sollten den Bewohnern die von den Nationalsozialisten propagierte „Volksgemeinschaft“ vor Augen führen.

### Gemeindefusionierungen
Mit 1. Jänner 2015 wurden die Gemeinden Unterfladnitz und Etzersdorf-Rollsdorf im Zuge der Steiermärkischen Gemeindestrukturreform in die Marktgemeinde eingegliedert. Dadurch stieg die Gemeindefläche von 11,79 km² auf 41,08 km², womit sich die Fläche mehr als verdreifachte. Ebenso verdoppelte sich die Bevölkerungszahl von 2.244 auf 4.927 (Stand: 1. Jänner 2014).

### Bevölkerungsentwicklung
| Sankt Ruprecht an der Raab: Einwohnerzahlen von 1869 bis 2024 | Sankt Ruprecht an der Raab: Einwohnerzahlen von 1869 bis 2024 | Sankt Ruprecht an der Raab: Einwohnerzahlen von 1869 bis 2024 | Sankt Ruprecht an der Raab: Einwohnerzahlen von 1869 bis 2024 | Sankt Ruprecht an der Raab: Einwohnerzahlen von 1869 bis 2024 |
| ------------------------------------------------------------- | ------------------------------------------------------------- | ------------------------------------------------------------- | ------------------------------------------------------------- | ------------------------------------------------------------- |
| Jahr                                                          |                                                               |                                                               |                                                               | Einwohner                                                     |
| 1869                                                          | 1869                                                          |                                                               | 3.557                                                         | 3.557                                                         |
| 1880                                                          | 1880                                                          |                                                               | 3.700                                                         | 3.700                                                         |
| 1890                                                          | 1890                                                          |                                                               | 3.844                                                         | 3.844                                                         |
| 1900                                                          | 1900                                                          |                                                               | 3.681                                                         | 3.681                                                         |
| 1910                                                          | 1910                                                          |                                                               | 3.739                                                         | 3.739                                                         |
| 1923                                                          | 1923                                                          |                                                               | 3.811                                                         | 3.811                                                         |
| 1934                                                          | 1934                                                          |                                                               | 3.698                                                         | 3.698                                                         |
| 1939                                                          | 1939                                                          |                                                               | 3.659                                                         | 3.659                                                         |
| 1951                                                          | 1951                                                          |                                                               | 3.914                                                         | 3.914                                                         |
| 1961                                                          | 1961                                                          |                                                               | 3.872                                                         | 3.872                                                         |
| 1971                                                          | 1971                                                          |                                                               | 3.949                                                         | 3.949                                                         |
| 1981                                                          | 1981                                                          |                                                               | 4.039                                                         | 4.039                                                         |
| 1991                                                          | 1991                                                          |                                                               | 4.302                                                         | 4.302                                                         |
| 2001                                                          | 2001                                                          |                                                               | 4.590                                                         | 4.590                                                         |
| 2011                                                          | 2011                                                          |                                                               | 4.708                                                         | 4.708                                                         |
| 2021                                                          | 2021                                                          |                                                               | 5.533                                                         | 5.533                                                         |
| 2024                                                          | 2024                                                          |                                                               | 5.668                                                         | 5.668                                                         |
| Quelle(n): Statistik Austria, Gebietsstand 1.1.2021           |                                                               |                                                               |                                                               |                                                               |

## Kultur und Sehenswürdigkeiten
- Pfarrkirche hl. Rupert
- Der Kreuzweg von St. Ruprecht an der Raab bis zur Kalvarienbergkirche Breitegg zeigt in 15 Bildstöcken Emailtafeln im Format 50 × 70 cm. Sie entstanden 1972 in der Gold- und Silberschmiede der Abtei Seckau nach Entwürfen und unter der Leitung von Br. Bernward Schmid OSB.
- Marktplatz mit Foucaultschem Pendel
- Schloss Münichhofen

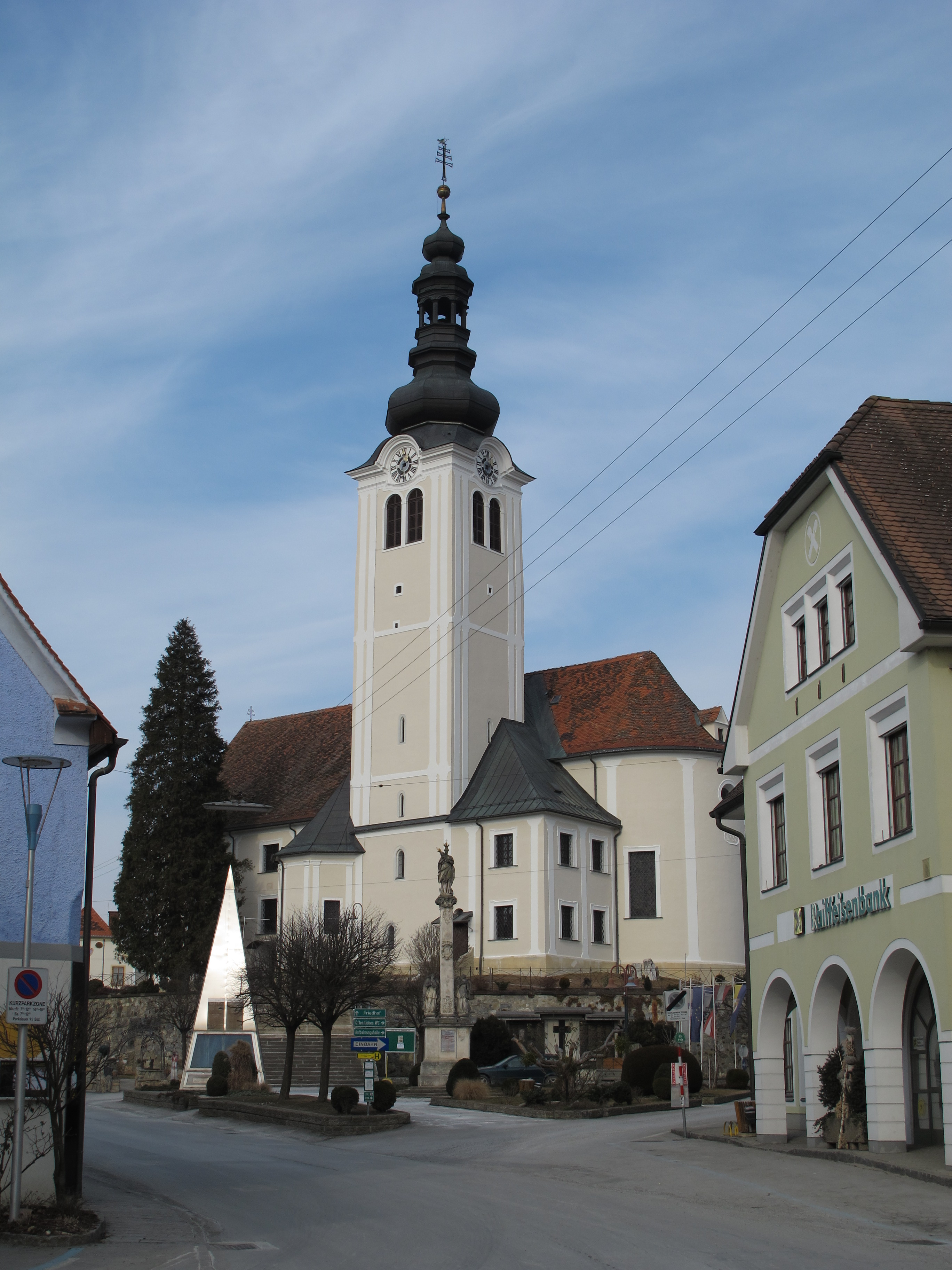
Kirche Sankt Ruprecht an der Raab
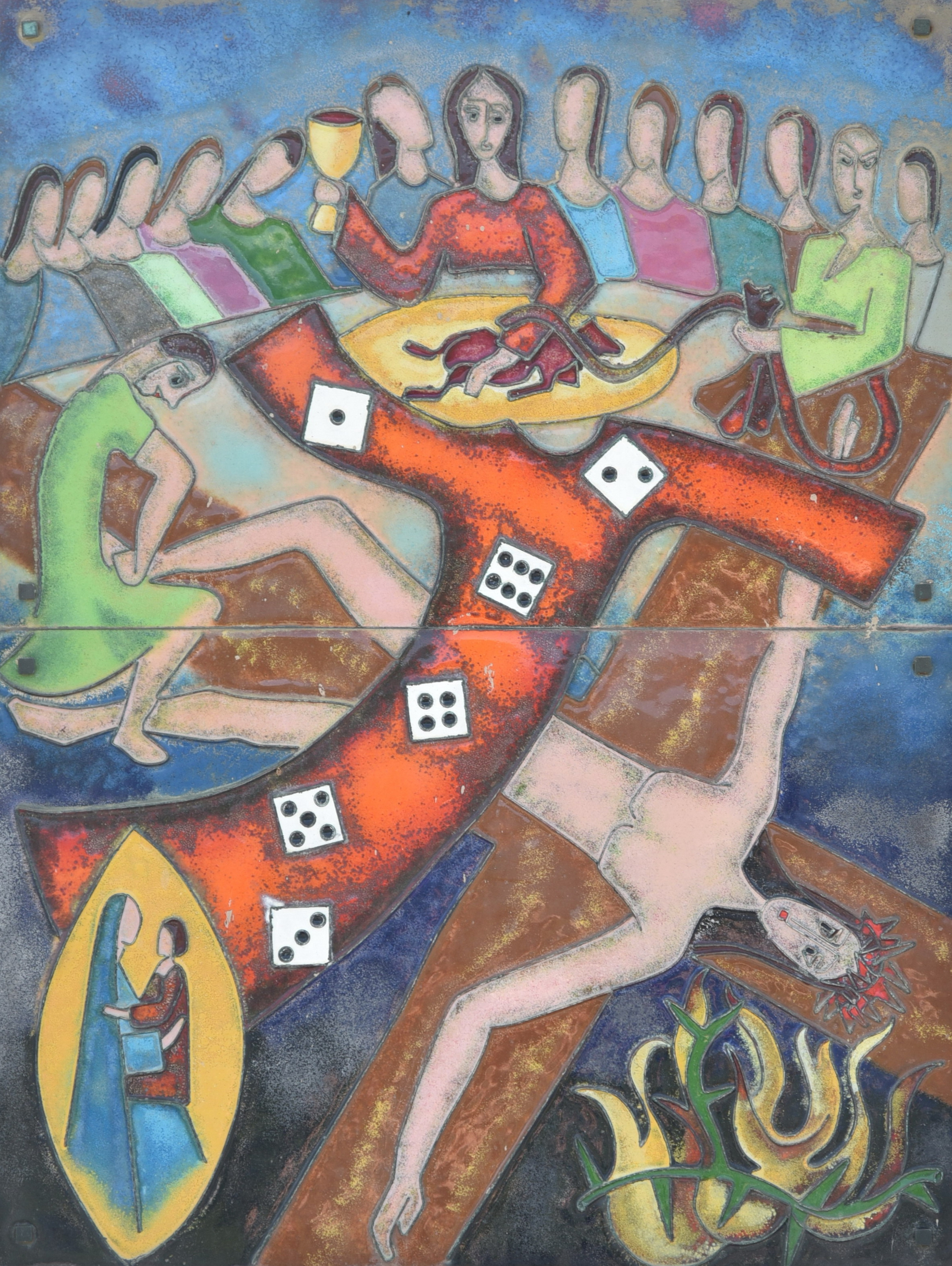
Kreuzweg von Sankt Ruprecht zur Kalvarienbergkirche Breitegg, 11. Station: Jesus wird ans Kreuz genagelt
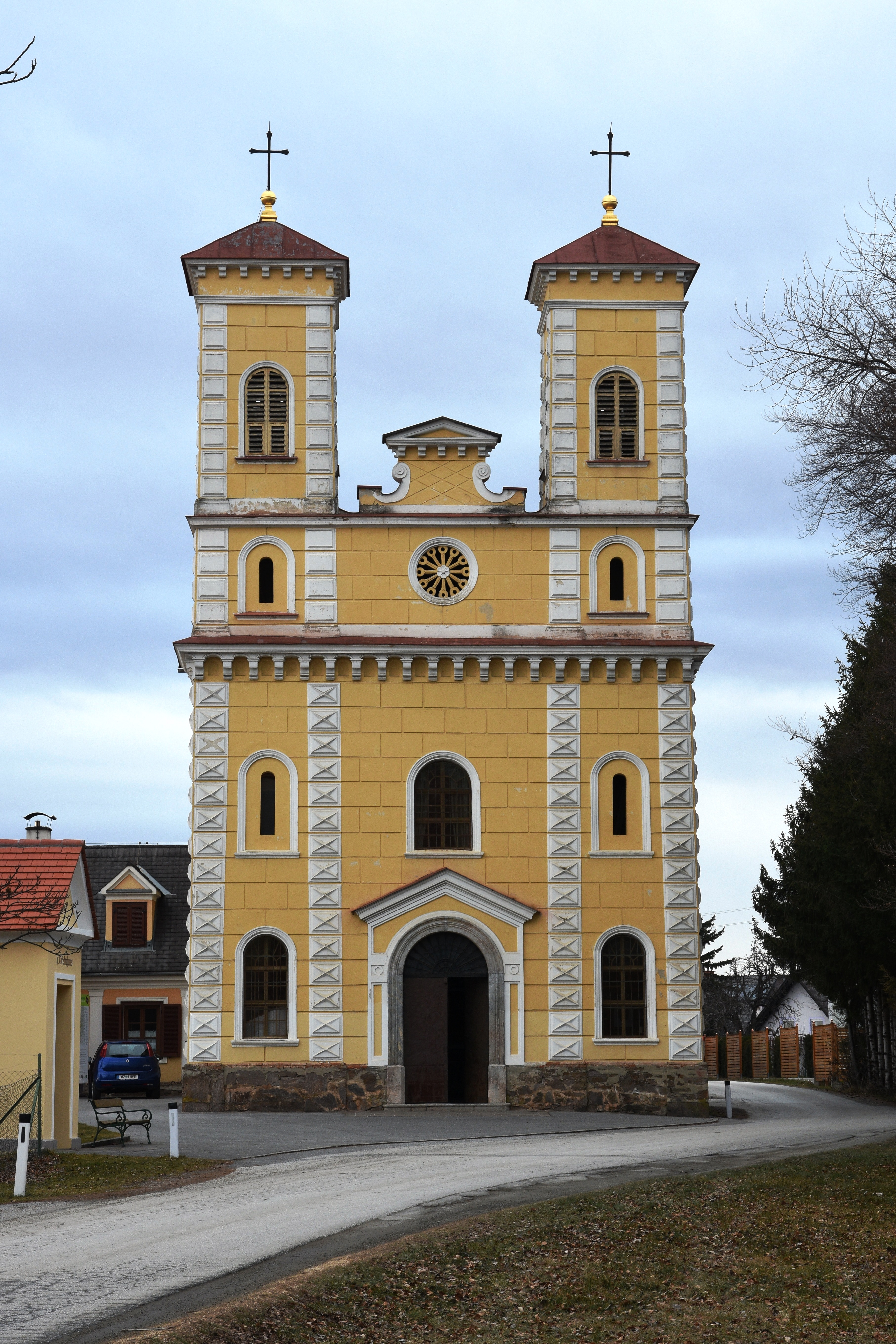
Kalvarienbergkirche Breitegg

## Wirtschaft und Infrastruktur
Die Gemeinde ist geprägt durch landwirtschaftliche Flächen. Im Raab- und im Weizbachtal gibt es auch Gewerbe- und Industriebetriebe.

### Wirtschaftssektoren
Obwohl die Anzahl der landwirtschaftlichen Betrieben von 317 im Jahr 1999 auf 254 im Jahr 2010 abnahm, stieg die Anzahl der darin Beschäftigten. Im Produktionssektor arbeiteten 922 Erwerbstätige im Bereich Herstellung von Waren, 156 in der Bauwirtschaft und 1 in der Energieversorgung. Die wichtigsten Arbeitgeber des Dienstleistungssektors waren die Bereiche Handel (334), freiberufliche Dienstleistungen (157), soziale und öffentliche Dienste (144) und Beherbergung und Gastronomie (116 Mitarbeiter).
| Wirtschaftssektor            | Anzahl Betriebe | Anzahl Betriebe | Anzahl Betriebe | Erwerbstätige | Erwerbstätige | Erwerbstätige |
| Wirtschaftssektor            | 2021            | 2011            | 2001            | 2021          | 2011          | 2001          |
| ---------------------------- | --------------- | --------------- | --------------- | ------------- | ------------- | ------------- |
| Land- und Forstwirtschaft 1) | 168             | 254             | 317             | 360           | 240           | 220           |
| Produktion                   | 65              | 56              | 38              | 1234          | 1079          | 942           |
| Dienstleistung               | 288             | 230             | 120             | 1579          | 946           | 712           |

1) Betriebe mit Fläche in den Jahren 2010 und 1999, Arbeitsstätten im Jahr 2021

### Arbeitsmarkt, Pendeln
Im Jahr 2011 lebten 2.423 Erwerbstätige in Sankt Ruprecht an der Raab. Davon arbeiteten 780 in der Gemeinde, zwei Drittel pendelten aus. Dafür kamen 1485 Menschen aus der Umgebung zur Arbeit nach Sankt Ruprecht an der Raab.
Im Jahr 2019 lebten 2.868 Erwerbstätige in Sankt Ruprecht an der Raab. Davon arbeiteten 834 in der Gemeinde, 2034 pendelten aus. Von diesen pendeln 555 in die Stadtgemeinde Weiz, 241 in die Stadtgemeinde Gleisdorf und 432 nach Graz. Gleichzeitig pendelten 1.844 Erwerbstätige ein.

### Verkehr
- Eisenbahn: Sankt Ruprecht ist mit einem Bahnhof an die Weizer Bahn angebunden. 2001 wurde der Fahrkartenverkauf am Bahnhof eingestellt, das Bahnhofsgebäude blieb aber bestehen.
- Straße: Die wichtigste Straßenverbindung ist die an der Rechberg Straße B 64, die Weiz mit Gleisdorf verbindet.

### Bildung
In der Gemeinde befinden sich zwei Volksschulen, eine in Rollsdorf und eine in Sankt Ruprecht, sowie eine Hauptschule und eine Musikschule.

## Politik
Bürgermeister ist Franz Nöhrer. Der Gemeinderat setzt sich nach der Gemeinderatswahl 2025 wie folgt zusammen:
- 17 ÖVP
- 3 FPÖ
- 3 Die Bürgerliste SÖG St. Ruprecht
- 1 Grüne
- 1 SPÖ

ehemalige Bürgermeister:
- 1965–1974 Erwin Klauber
- 1974–1999 Ludwig Bloder
- 1999–2023 Herbert Pregartner[17]
- seit 2023 Franz Nöhrer

### Wappen

Wappen der Vorgängergemeinden
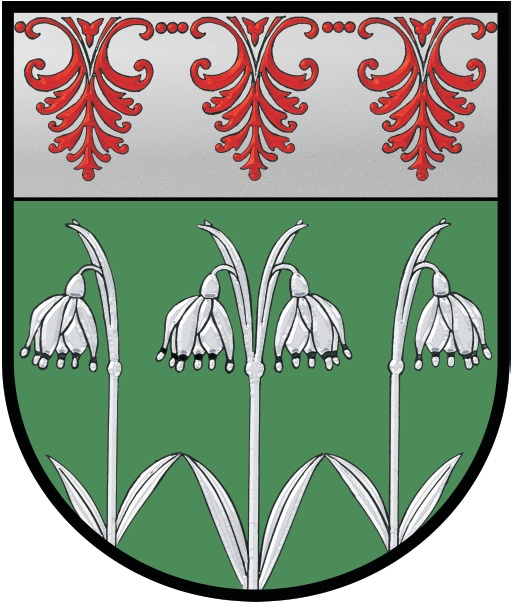
Etzersdorf-Rollsdorf
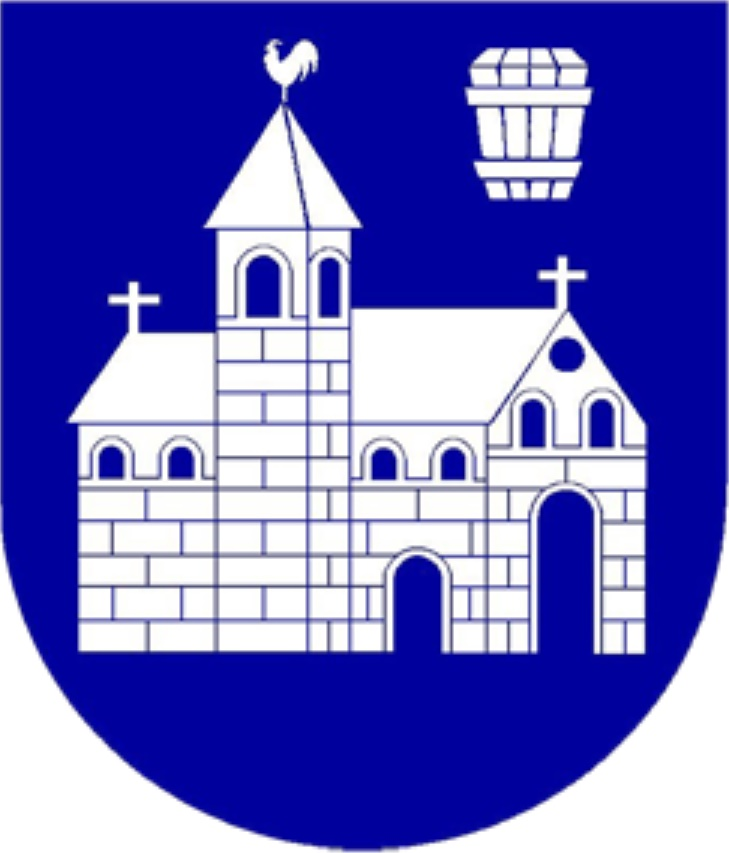
Sankt Ruprecht an der Raab
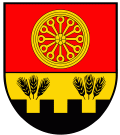
Unterfladnitz

Mit der Fusion der drei Gemeinden verloren die Wappen der fusionierten Gemeinden ihre offizielle Gültigkeit. Die Verleihung des ersten Gemeindewappens für Sankt Ruprecht an der Raab erfolgte mit Wirkung vom 1. März 1994. Die Blasonierung (Wappenbeschreibung) lautete:
„In blauem Schild eine nach vorne gerichtete mit ihren Tor- und Fensteröffnungen durchbrochene silberne Kirche mit seitlichem quadratischen Turm mit je einem Rundbogenfenster unter dem mit einem Wetterhahn besteckten Spitzdach, die erniedrigte Apsis und das Langhaus mit Rundbogentor bis zu je zwei erhöhten Rundbogenfenstern gequadert; die Spitzgielbelfront durch hohes Rundbogentor, zwei Rundbogenfenster und ein Rundfenster gegliedert, Apsis und Giebel mit je einem Kreuz besteckt; die Kirche wird links oben von einem silbernen Salzfaß begleitet.“
Ein neues Gemeindewappen für die Fusionsgemeinde wurde von der Steiermärkischen Landesregierung mit Wirkung vom 30. September 2019 verliehen.
Die geänderte Blasonierung lautet:
„In Rot silbern eine nach vorne gerichtete, mit ihren Tor- und Fensteröffnungen schwarz durchbrochene Kirche mit seitlichem quadratischen Turm mit je einem Rundbogenfenster unter dem mit einem Wetterhahn besteckten Spitzdach, die erniedrigte Apsis und das Langhaus mit Rundbogentor bis zu je zwei erhöhten Rundbogenfenstern gequadert, die Spitzgiebelfront durch hohes Rundbogentor, zwei Rundbogenfenster und ein Rundfenster gegliedert, Apsis und Giebel mit je einem Kreuz besteckt; die Kirche wird begleitet rechts oben von einer silbernen Salzkufe, links von einem silbernen Rundfenster in Form einer Rosette aus zwölf ringförmig durchbrochen auslaufenden Strahlen, das Kreiszentrum mit einer goldenen sechsblättrigen heraldischen Rose belegt. Darunter ein blauer, silbern bordierter Wellenbalken, im grünen Schildfuß silbern drei aus dem Schildrand ragende je beblätterte Frühlingsknotenblumen mit 1:2:1 Blüten.“
Damit hat das neue Wappen Elemente aus allen Vorgängergemeinden vereint.

## Persönlichkeiten

### Ehrenbürger
- Erwin Klauber (1927–2022), Bürgermeister von St. Ruprecht an der Raab 1965–1974 (verliehen 1987)
- Ludwig Bloder († 2017), Bürgermeister von St. Ruprecht an der Raab 1974–1999

### Söhne und Töchter der Gemeinde
- August Janisch (* 1942), röm.-kath. Geistlicher
- Johann Weiß (1850–1919), Theologe, Univ.-Prof. und Rektor der Karl-Franzens-Universität Graz

### Mit der Gemeinde verbundene Persönlichkeiten
- Anna von Graben († 1564), Adelige